# Clayton Eshleman
Ira Clayton Eshleman Jr., kurz: Clayton Eshleman (* 1. Juni 1935 in Indianapolis, Indiana, USA; † 29. Januar 2021) war ein US-amerikanischer Dichter, Übersetzer und Herausgeber.

## Leben
Eshleman war Kind presbyterianischer Eltern aus dem Mittleren Westen der USA. Nach seinem High-School-Schulabschluss 1953 begann er an der Indiana University ein Studium der Musik, wechselte dann auf Anraten seines Vaters zum Fach Wirtschaft und begann dort schließlich ein Studium der Philosophie. In der Studienzeit, die er mit der Graduierung abschloss, brachte er sich selbst Spanisch bei und begann während zweier Sommeraufenthalte in Mexiko mit der Übersetzung von Werken des Chilenen Pablo Neruda.
Im Frühjahr 1961 heiratete er seine erste Frau Barbara. Das Paar ging nach Maryland, wo Eshleman als Dozent in der Fernostabteilung der University of Maryland arbeitete. Im Herbst des gleichen Jahres gingen sie nach Tokio in Japan und zogen im Frühling 1962 nach Kyōto um. Dort verdienten sie ihren Lebensunterhalt als Englischlehrer. Während seines Aufenthalts in den Jahren bis 1964 in Kyōto begann er mit der Übersetzung der 110 Gedichte, die der peruanische Dichter César Vallejo in den Jahren 1923 bis 1938 in Paris geschrieben hat. Zu dem Freundeskreis des Paares in Kyōto gehörten unter anderen Gary Snyder, Cid Corman und der Lithograph Will Petersen.
Bis zum 1965 lebte das Paar wieder in Bloomington, Indiana, wo Eshleman an einer Anthologie über lateinamerikanische Dichtung im Auftrag der Organisation of American States (OAS) arbeitete, die jedoch nie erschien. Im August gingen die beiden nach Lima in Peru, wo Eshleman Einblick in die Arbeitspapiere Vallejos nehmen wollte, die die Witwe des Dichters verwahrte. Nach der komplizierten Geburt eines Sohnes und bedingt durch die Tatsache, dass die Arbeitspapiere Vallejos ihm nicht zugänglich gemacht wurden, entschieden sich die beiden, in die USA zurückzukehren. Sie zogen 1966 nach New York City und trennten sich. Beide fanden Arbeit am Institut für Amerikanische Sprache der New York University.
Eshleman gründete 1967 die Literaturzeitschrift Caterpillar, die bis 1970 vierteljährlich erschien. Zu Beginn des Jahres 1969 lernte er seine spätere zweite Frau Caryl kennen, die ein Jahr später mit ihm nach Südkalifornien zog. Dort hatte er einen Ruf an die School of Critical Studies an das California Institute of the Arts erhalten. Im Herbst 1973 gingen sie nach Paris, wo das Paar begann, Eshlemans erste Gedichte herauszugeben. 1974 entdeckten sie für sich die eiszeitlichen Höhlen der Dordogne im Südwesten Frankreichs, zu denen sie auch heute noch (2012) regelmäßig fahren. 1974 kehrten sie nach Los Angeles zurück, wo Eshleman an einer Bearbeitung der bisher von ihm übersetzten Gedichte Vallejos und mit einer Übersetzung von Vallejos Gedichten zum Spanischen Bürgerkrieg begann.
1980 wurde Eshleman zum Professor für Literatur an die Eastern Michigan University in Ypsilanti, Michigan berufen. Dort kaufte das Paar ein Haus, in dem es auch nach seiner Emeritierung wohnt. 1981 gründete Eshleman die Literaturzeitschrift Sulfur, die bis zum Jahre 2000 46-mal erschien. 2011 wurde zum ersten Mal in deutscher Sprache ein Band mit Gedichten Eshlemans aus der Zeit von 1974 bis 2010 veröffentlicht.

## Preise und Auszeichnungen
- 1978: National Book Award, Kategorie: Übersetzung für The Complete Posthumous Poetry of César Vallejo.
- 1981: Dreyfuss Poet in Residence am California Institute of Technology in Pasadena, Kalifornien.
- 2008: Harold Morton Landon Translation Award der Academy of American Poets für die Bearbeitung mit dem Titel: The Complete Poetry of César Vallejo.
- 2008: Vorschlagsliste für das gleiche Werk des Griffin Poetry Prize, Kategorie: International.

## Veröffentlichungen
- Mexico and North. Privatdruck. Tokyo 1962.
- Cantaloups and Splendor. Black Sparrow Press, Los Angeles, Kalifornien, USA 1968.
- Altars. Black Sparrow Press, Los Angeles, Kalifornien, USA 1971, ISBN 0-876850395.
- An Alchemist with One Eye on Fire. Black Widow Press, Boston, Mass., USA 2006, ISBN 0-9768449-5-8.
- Archaic Design. Black Widow Press, Boston, Massachusetts, USA 2007, ISBN 978-0-9795137-1-8.

Übersetzungen
- mit José Rubia Barcia: The Complete Poetry of César Vallejo. University of California Press, Berkeley, Kalifornien, USA 1980, ISBN 0-520-04099-6.
- mit Annette Smith: Aimé Césaire. The Collected Poetry, Translated with an Introduction and Notes by Clayton Eshleman. University of California Press, Berkeley, Kalifornien 1983, ISBN 0-520-04347-2.
- Bernard Bador: Sea Urchin Harakiri, übersetzt und eingeführt von Clayton Eshleman. Nachwort von Robert Kelly. Panjandran Press, Los Angeles, Kalifornien 1986, ISBN 0-915572-76-1.
- Übersetzer und Hrsg.: Conductors of the Pit: Poetry Written “in extremis” in Translation. Soft Skull Press, Brooklyn, New York City, USA 2005, ISBN 1-932360-74-3.

in deutscher Sprache
- Die Friedhöfe des Paradieses. Ausgewählte Gedichte 1974–2010. übersetzt von Jürgen Brôcan. Edition Lyrik Kabinett bei Hanser, München 2011, ISBN 978-3-446-23737-7.[2]

Texte für Chor- und Vokalmusik
- Jean-Luc Darbellay: Ground I, 1997. Vokalmusik für Sprecher und Altsaxophon. Tre Media Edition, Karlsruhe 1998.
- Jean-Luc Darbellay: Gound II, 1997. Chormusik für Sopran, zwei geteilte Chöre (SATB/SATB) und 2 Klaviere. Tre Media Edition, Karlsruhe 2003.